# Aubin, Aveyron

Aubin este o comună în departamentul Aveyron din sudul Franței. În 1 ianuarie 2022 avea o populație de 3.465 de locuitori.